# Philadelphia-Maler (Attika)
Philadelphia-Maler ist der Notname eines griechischen Vasenmalers, der etwa in der Zeit zwischen 725 und 700 v. Chr. in Attika tätig war.
Die Werke des Philadelphia-Malers gehören dem spätgeometrischen Stil (SG IIb) an. Er bemalte nur für Begräbniszeremonien genutzte Loutrophoron, die er mit Motiven von Leichenprozessionen verzierte. Es werden jeweils mehrere Prozessionszüge auf einer Vase gezeigt, die jeweils um die Gefäße umlaufen. Die verschiedenen Züge, etwa von Hopliten oder Wagenlenkern, stellt er übereinander dar und grenzt sie durch eine Linie voneinander ab. Sechs Gefäße werden ihm sicher zugeschrieben.
Seine Malerei steht in der Tradition der attisch-geometrischen Vasenmalerei, weist jedoch einige Besonderheiten auf. Zum einen erscheinen bei seiner Namenvase erstmals plastische Abbildungen von Schlangen, die an den Henkeln und am Hals der Vasen angebracht wurden. Zum anderen finden sich Gestaltungselemente, die wie Kopien von korinthischen Kotylen wirken. Hervorzuheben sind hier Vogeldarstellungen, wie sie von korinthischen Kotylen, die als Grabbeigaben unter anderem in attischen Gräbern gefunden wurden, bekannt sind. Die Ausführung der Figuren des Philadelphia-Malers wurde von der Werkstatt von Athen 894 beeinflusst, wobei größere Sorgfalt auf die Ausführung der Waffen gelegt wurde. Die Darstellung der Wagen ähnelt der Darstellung der Subdipylon-Gruppe.
Benannt ist der Philadelphia-Maler nach seiner Namenvase, die sich im Besitz des University of Pennsylvania Museum of Archaeology and Anthropology in Philadelphia befindet.